# Mei 2015
Dit artikel geeft een chronologisch overzicht van de belangrijkste gebeurtenissen per dag van de maand mei in het jaar 2015.

## Gebeurtenissen

### 1 mei
- Extremisten in het zuiden van Jemen die gelieerd zijn aan terreurgroep Islamitische Staat executeren vijftien Jemenitische militairen.
- Aardbevingen met een kracht van 6,7 en 7,1 op de schaal van Richter treffen Papoea-Nieuw-Guinea.
- De NASA-sonde MESSENGER stort neer op de planeet Mercurius.
- Belgische archeologen graven een 4400 jaar oud beeld van farao Sahoere in Egypte op.
- Een hond infecteert vier mensen met longpest in de Verenigde Staten.
- Leden van terreurgroep Islamitische Staat executeren zeker 300 Jezidische gijzelaars in het noorden van Irak.

### 2 mei
- In de Amerikaanse staat Iowa is de noodtoestand uitgeroepen vanwege de uitbraak van de zeer pathogene H5N2-variant van de vogelgriep.
- Bij de openingsceremonie van de Expo 2015 in de Italiaanse stad Milaan breken hevige rellen uit tussen linkse betogers en de Italiaanse Mobiele Eenheid.
- Het Nigeriaanse leger bevrijdt 234 ontvoerde vrouwen en meisjes uit handen van Boko Haram.
- Een Mexicaanse drugsbende haalt een legerhelikopter neer. Hierbij komen drie bemanningsleden om het leven.
- Overstromingen in het noordoosten van Australië eisen aan vijf mensen het leven.
- Bij bombardementen door de anti-IS-coalitie onder leiding van de Verenigde Staten op de Syrische stad Aleppo komen minstens 52 burgers om het leven.
- De Italiaanse en Franse kustwacht redden ruim 3400 bootvluchtelingen op de Middellandse Zee.
- De Oekraïense brandweer blust de bosbrand bij de kerncentrale Tsjernobyl.
- De Amerikaanse bokser Floyd Mayweather jr. wint de bokswedstrijd tegen de Filipijn Manny Pacquiao.

### 3 mei
- Buiten het Curtis Culwell Center in Garland, Texas openen twee schutters het vuur tijdens een kunsttentoonstelling en -wedstrijd, waar cartoons worden tentoongesteld waarop de profeet Mohammed is afgebeeld. (Lees verder)
- Arabische grondtroepen landen in de Jemenitische stad Aden.
- In de Thaise jungle in het grensgebied met Maleisië is een massagraf ontdekt.
- De Amerikaanse mensenrechtenorganisatie Human Rights Watch stelt dat Saoedi-Arabië clusterbommen gebruikt in de strijd tegen de Houthi-rebellen.

### 4 mei
- Bij een schietpartij in de buurt van een Mohammed-cartoonbijeenkomst met de Nederlandse politicus Geert Wilders in de stad Garland in de Amerikaanse staat Texas komen de twee schutters om het leven. Terreurgroep Islamitische Staat eist de aanslag op.
- Terreurgroep Boko Haram stenigt gevangenen, bestaande uit vrouwen en kinderen, vlak voordat ze gered konden worden door het Nigeriaanse leger. Bij de reddingsactie van het leger in het Sambisawoud komen tien vrouwen om het leven nadat zij overreden werden door een legerpantservoertuig.
- Bij een busongeluk in India komen minstens 35 mensen om het leven.
- Bij een anti-racismedemonstratie in de Israëlische stad Tel Aviv breken rellen uit tussen Ethiopisch-Israëlische demonstranten en de Israëlische oproerpolitie.
- Stuart Bingham wint het WK snooker voor de eerste keer in zijn carrière. In de finale is hij met 18-15 te sterk voor Shaun Murphy.

### 5 mei
- Bij een bootongeluk op de Middellandse Zee komen zeker 40 bootvluchtelingen om het leven. Meer dan duizend anderen worden gered.
- De Britse snookerspeler Stuart Bingham wint het wereldkampioenschap snooker.
- Duitse machinisten van de vakbond Gewerkschaft Deutscher Lokomotivführer beginnen aan een vijfdaagse staking. Het is daarmee de langste spoorstaking in de Duitse geschiedenis.
- Gewapende groepen, politici en religieuze leiders bereiken een akkoord over de vrijlating van kindsoldaten in de Centraal-Afrikaanse Republiek.

### 6 mei
- De Wereldgezondheidsorganisatie stelt dat Europa in 2030 met een obesitasepidemie te maken krijgt.
- Twee Tanzaniaanse blauwhelmen van de UNAMID komen om in een hinderlaag van de Oegandese ADF-rebellen in Congo.
- PEN American Center reikt de vrijheid van meningsuiting-prijs Freedom of Expression Courage Award uit aan het Franse satirische weekblad Charlie Hebdo.
- Een rechter in India veroordeelt Bollywood-acteur Salman Khan tot een gevangenisstraf van vijf jaar wegens het doodrijden van een zwerver in Mumbai in 2002.
- Bij gevechten tussen Houthi-rebellen en lokale militieleden in het zuiden van Jemen komen meer dan 120 mensen om het leven.

### 7 mei
- Het Amerikaans Hof van beroep oordeelt dat het verzamelen van telefoongesprekken van inwoners van de Verenigde Staten door de NSA illegaal is.

### 8 mei
- Bij een helikoptercrash in Pakistan vallen acht doden, onder wie de ambassadeurs van Noorwegen, Indonesië en de Filipijnen.
- De Conservative Party van premier David Cameron wint de Britse parlementsverkiezingen.
- De Bondsraad, de Duitse Eerste Kamer, stemt in met de tolplannen van verkeersminister Alexander Dobrindt.
- Bij protesten tegen president Pierre Nkurunziza in Burundi komen drie mensen om het leven.
- In Kenia zijn zestien leden van terreurgroep Al-Shabaab opgepakt.

### 9 mei
- Een rechtbank in Caïro veroordeelt de Egyptische oud-president Hosni Mubarak en twee van zijn zoons tot drie jaar celstraf en geldboetes wegens corruptie.
- Strijders van Islamitische Staat bevrijden ongeveer dertig medestrijders uit een gevangenis in Irak. Bij de bevrijdingsactie komen vijftig gedetineerden en twaalf politieagenten om het leven.
- De Wereldgezondheidsorganisatie verklaart Liberia vrij van ebola.
- Nabij luchthaven San Pablo de Sevilla stort tijdens een proefvlucht een militaire Airbus A400M Atlas neer in een weiland in La Rinconada. Hierbij raken twee Spanjaarden gewond en vinden er vier de dood.

### 10 mei
- De Houthi-rebellen in Jemen gaan akkoord met een Saudisch voorstel voor een humanitair bestand van vijf dagen.
- Twee boten met in totaal ongeveer 500 Birmese bootvluchtelingen aan boord spoelen aan in de Indonesische provincie Atjeh.
- De internationale anti-Houthi-coalitie onder leiding van Saoedi-Arabië bombardeert het huis van de Jemenitische oud-president Ali Abdullah Saleh.
- Bij gevechten tussen een zwaarbewapende groep en de Macedonische politie in de stad Kumanovo komen 22 mensen om het leven, onder wie acht politiemensen.

### 11 mei
- Ruim duizend Bengaalse en Birmese bootvluchtelingen worden gedwongen van boord van drie schepen te gaan voor de Maleisische kust en bereiken wadend het eiland Langkawi.
- De regering van de Centraal-Afrikaanse Republiek en de rebellen bereiken een vredesakkoord.
- Een Marokkaanse F-16 die deelneemt aan de bombardementen boven Jemen stort neer bij de hoofdstad Sanaa.
- Uit onderzoek van een hoogleraar epidemiologische genetica van King's College London blijkt dat een dieet bestaande uit hamburgers, frieten, kipnuggets en frisdranken darmbacteriën doodt die de mensen beschermen tegen ziektes als diabetes, kanker, hartaandoeningen en obesitas.

### 12 mei
- Na de zware aardbevingen van twee weken geleden in het midden van Nepal, waarvan de hoofdschok een kracht van 7,8 op de schaal van Richter had, vindt er nu een aardbeving met een kracht van 7,4 op de schaal van Richter plaats, nabij de grens met China.
- In de Amerikaanse stad New York gaat het schilderij Les femmes d'Alger van de Spaanse schilder Pablo Picasso voor zo'n 160 miljoen euro onder de hamer. Het is daarmee het duurste schilderij dat ooit is geveild.
- Bij bombardementen door de anti-Houthi coalitie onder leiding van Saoedi-Arabië op de Jemenitische hoofdstad Sanaa komen negentig mensen om het leven.
- In Jemen gaat om 23:00 uur lokale tijd een vijfdaags staakt-het-vuren in tussen de Houthi-rebellen en de internationale coalitie onder leiding van Saoedi-Arabië.

### 13 mei
- Bij een aanslag op een bus in Pakistan komen 45 mensen om het leven. Een splintergroepering van de Taliban eist de aanslag op.
- Bij een treinongeluk in de Amerikaanse stad Philadelphia komen zeker zeven mensen om het leven.
- De Houthi-rebellen vallen met tanks en mortiergranaten de Jemenitische stad Al Dhale aan.
- Democraten in de Amerikaanse Senaat blokkeren het vrijhandelsverdrag Trans-Pacific Partnership.
- De Europese Commissie presenteert een plan om bootvluchtelingen te verspreiden over verschillende Europese landen.
- Het Amerikaanse Huis van Afgevaardigden stemt in met een wet die het massaal opslaan van telefoondata door inlichtingendienst NSA aan banden legt.
- In de Zwitserse stad Genève gaat een robijn uit Birma voor ruim 27 miljoen euro onder de hamer. Het is daarmee de duurste robijn dat ooit is geveild.

### 14 mei
- Gewapende mannen vallen een hotel in de Afghaanse hoofdstad Kaboel binnen. Hierbij komen veertien mensen om het leven, waaronder negen buitenlanders. Terreurgroep Taliban eist de aanslag op.
- Bij een brand in een slippersfabriek in de Filipijnen komen 72 mensen om het leven.
- Maleisië weigert twee boten met in totaal 800 vluchtelingen en stuurt ze terug naar zee.
- Bij een aanval door een Saudische gevechtshelikopter op een truck in Jemen komen negen mensen om het leven.
- De Centraal-Afrikaanse rebellen laten 357 kindsoldaten vrij.

### 15 mei
- Een internationale groep van astronomen ontdekt voor het eerst vier dicht bij elkaar gelegen quasars. De ontdekking is gedaan met behulp van de Keck-telescoop op Hawaï.
- Na een wekenlang verblijf op zee worden ruim 700 Rohingya-bootvluchtelingen gered door vissers en gebracht naar Indonesië.
- Bij een aanval van terreurgroep Boko Haram op twee plaatsen in Nigeria komen minstens 55 burgers om het leven.
- Na een mislukte coup tegen president Pierre Nkurunziza slaan ruim honderdduizend Burundezen op de vlucht naar buurlanden.
- Een jury in de Verenigde Staten veroordeelt Dzjochar Tsarnajev tot de doodstraf voor het medeplegen van de bomaanslag in 2013 tijdens de marathon van Boston.
- De antieke Syrische stad Palmyra valt in handen van Islamitische Staat.

### 16 mei
- Een rechtbank in Caïro veroordeelt de Egyptische oud-president Mohamed Morsi tot de doodstraf wegens spionage voor de Palestijnse organisatie Hamas en de Libanese beweging Hezbollah.
- Nederland krijgt de organisatie van de Europese Spelen van 2019 officieel toegewezen.
- Een nieuwe aardbeving met een kracht van 5,7 op de schaal van Richter treft Nepal.
- Bij een treinongeluk in Duitsland komen twee mensen om het leven.
- De Internationale Maritieme Organisatie komt met een internationale code voor de regulatie van schepen die opereren in de Noordelijke IJszee.
- Bij een zelfmoordaanslag door een 12-jarige meisje in het noordoosten van Nigeria komen acht mensen om het leven, onder wie de dader.
- Een Russische raket met een Mexicaanse satelliet aan boord stort neer in Siberië.
- Archeologen ontdekken in Kenia stenen gereedschappen die dateren uit het Plioceen. Daarmee zijn het 's werelds oudste gereedschappen.

### 17 mei
- Bij een aanslag met een bomauto op een voertuig van de EU-politietrainingsmissie EUPOL in Afghanistan komen drie mensen om het leven.
- In de Macedonische hoofdstad Skopje gaan tienduizenden mensen de straat op om te protesteren tegen premier Nikola Gruevski.
- De Iraakse stad Ramadi valt geheel in handen van terreurgroep Islamitische Staat. Bij de val van de stad komen zo'n 500 mensen om het leven. Achtduizend mensen ontvluchten de stad.
- Saoedi-Arabië hervat bombardementen op de Houthi-rebellen in Jemen.
- Een grote natuurbrand in het Brabantse Chaam legt zestig hectare bos in de as.
- Drie concertaria's van Aram Chatsjatoerjan, gecomponeerd in 1946-1947, kreeg haar eerste complete uitvoering.

### 18 mei
- Bij een schietpartij tussen rivaliserende motorbendes in de Amerikaanse staat Texas komen negen mensen om het leven.
- De Amerikaanse zangeres Taylor Swift wint acht prijzen bij de Billboard Music Awards, waaronder die voor beste artiest en beste vrouwelijke artiest. De prijs voor beste mannelijke artiest gaat naar de Britse zanger Sam Smith.
- De Internationale Organisatie voor Migratie zegt dat er zeker achtduizend Bengaalse en Birmese bootvluchtelingen vastzitten op zee.
- De Europese ministers zijn het eens over een maritieme EU-missie om mensensmokkel op de Middellandse Zee te bestrijden.
- De Amerikaanse president Barack Obama legt een leveringsverbod van zware wapens zoals bajonetten, granaatwerpers en gepantserde rupsvoertuigen aan de politiekorpsen in de Verenigde Staten.

### 19 mei
- Een modderlawine eist aan zeker 59 mensen het leven in Colombia.
- Bij een bomaanslag in een parkeergarage in de Afghaanse hoofdstad Kabul komen vijf mensen om het leven.
- Bij een antiterreuroperatie in Algerije komen 22 militante moslims om het leven.
- IS-strijders executeren 21 Syrische soldaten.

### 20 mei
- Archeologen maken bekend een compleet grafveld uit de steentijd in de Nederlandse gemeente Dalfsen te hebben ontdekt. Dit grafveld omvat in totaal 120 graven en is het grootste opgegraven grafveld van hunebedbouwers in Noord-West-Europa.
- Indonesische vissers redden zo'n 370 bootvluchtelingen. Het gaat om voornamelijk Rohingya-vluchtelingen.
- Indonesië en Maleisië gaan vluchtelingen uit Bangladesh en Myanmar die op zee zitten tijdelijk opvangen. Dat zijn de twee landen overeengekomen.
- Een nieuwe staking op het Duitse spoor gaat van start.
- De Hongaarse schrijver László Krasznahorkai wint de Man Booker International Prize.
- Het Amerikaanse ministerie van Justitie legt de banken Barclays, Citigroup, JPMorgan Chase en Royal Bank of Scotland een gezamenlijk boete van 5,8 miljard dollar op wegens het manipuleren van valutakoersen.
- De Syrische stad Palmyra valt in handen van terreurgroep Islamitische Staat.

### 21 mei
- De Duitse machinistenvakbond GDL en de directie van spoorwegmaatschappij Deutsche Bahn bereiken een deelakkoord waardoor een einde komt aan de spoorstaking in Duitsland.
- De Nederlandse sportbestuurder Michael van Praag en de Portugese oud-voetballer Luís Figo trekken zich terug als kandidaat voor het voorzitterschap van de FIFA.
- De Duitse politie komt nazi-kunstwerken afkomstig uit de privécollectie van Adolf Hitler op het spoor door tips en hulp van Nederlandse roofkunstjagers.
- In de Amerikaanse regio Zuid-Californië is de noodtoestand uitgeroepen vanwege een grote olievlek die in de Stille Oceaan voor de kust van de stad Santa Barbara drijft.
- IS-strijders veroveren een Syrische grenspost op de grens met Irak op Syrische troepen.

### 22 mei
- Minstens 62 procent van de Ieren stemt voor de invoering van het homohuwelijk. Ierland is het eerste land ter wereld dat voor het homohuwelijk kiest via een volksraadpleging.
- Bij een luchtaanval door Colombiaanse strijdkrachten op een kamp van de guerrillabeweging FARC komen 26 rebellen om het leven.
- Uit onderzoek van wetenschappers van de Universiteit Utrecht en de Universiteit van Bristol blijkt dat de gletsjers op Antarctica sneller smelten dan gedacht.
- Bij een salmonella-uitbraak in de Amerikaanse staten Arizona, Californië, Illinios, Mississippi, New Mexico, South Dakota, Virginia, Washington en Wisconsin worden 53 mensen ziek.
- IS-strijders veroveren de Iraakse plaats Husseiba.
- Bij een bomaanslag in de Jemenitische hoofdstad Sanaa vallen meerdere doden. Terreurgroep IS eist de aanslag op.
- Een zelfmoordaanslag op een sjiitische moskee in de Saudische plaats Qatif kost aan zeker dertig mensen het leven. IS geeft aan ook hiervoor verantwoordelijk te zijn.
- De Colombiaanse guerillabeweging FARC schort het staakt-het-vuren met de regering van het land op. De aanleiding hiervoor is het regeringsbombardement.
- Bij een vuurgevecht tussen de Mexicaanse politie en drugskartelleden vallen circa veertig doden.
- In Tanzania bezwijken 33 Burundese vluchtelingen aan cholera. Zeker drieduizend anderen raken besmet met de infectieziekte.
- Myanmar redt 208 Rohingya-bootvluchtelingen. De geredde vluchtelingen worden door hun redder in nood gedeporteerd naar buurland Bangladesh.

### 23 mei
- Måns Zelmerlöw wint voor Zweden het zestigste Eurovisiesongfestival in de Oostenrijkse hoofdstad Wenen met het lied Heroes. Rusland en Italië zijn respectievelijk tweede en derde. België eindigt met Loïc Nottet en Rhythm Inside op de vierde plaats.
- Een hittegolf in India met temperaturen boven de 45 graden Celsius eist aan 2200 mensen het leven.
- Bij gevechten tussen al-Shabaab-jihadisten en Somalische soldaten komen minstens veertig mensen om het leven.

### 24 mei
- Andrzej Duda van de conservatief-nationalistische partij Recht en Rechtvaardigheid wint met 51,55% de tweede ronde van de Poolse presidentsverkiezingen. Hij verslaat de huidige president, Bronisław Komorowski.
- Strijders van Islamitische Staat doden zeker vierhonderd mensen in de Syrische stad Palmyra.
- De Maleisische politie ontdekt in het noorden van het land bij de Thaise grens 139 migrantengraven.
- Bij een bomaanslag in Oost-Oekraïne komt een van de pro-Russische rebellencommandanten om het leven.
- Een demonstratie tegen de vrijspraak van een politieagent in de Amerikaanse staat Cleveland loopt uit op rellen, nadat de blanke politieman wordt vrijgesproken van doodslag op twee Afro-Amerikanen.
- De Russische president Vladimir Poetin tekent een wet die het mogelijk maakt buitenlandse niet-gouvernementele organisaties te verbieden.
- De Franse film Dheepan van regisseur Jacques Audiard wint de Gouden Palm voor beste film.

### 25 mei
- Noodweer in de Verenigde Staten kost aan zeker 28 mensen het leven. Meer dan tweeduizend anderen zijn gevlucht. Duizend mensen worden geëvacueerd uit het rampgebied.
- De Poolse europarlementariër Andrzej Duda wint de presidentsverkiezingen in zijn land.
- Bij een schietpartij in een legerkazerne in de Tunesische hoofdstad Tunis komen zeven militairen om het leven, onder wie de dader.
- Een tornado eist aan zeker dertien mensen het leven in Mexico.

### 26 mei
- Een brand in een bejaardentehuis eist aan 38 mensen het leven in China.
- Zeker twintig Keniaanse politieagenten komen om in een hinderlaag van de Somalische terreurbeweging al-Shabaab.
- De Nationale Democratische Partij van zittende president Desi Bouterse wint de Surinaamse parlementsverkiezingen.
- De hoogste bestuursrechter van Turkije oordeelt dat het presidentiële paleis Ak Saray illegaal is gebouwd.

### 27 mei
- Zeven functionarissen van de wereldvoetbalbond FIFA, onder wie vicevoorzitter Jeffrey Webb en José Maria Marin, oud-voorzitter van de Braziliaanse voetbalbond, worden opgepakt op verdenking van corruptie. (Lees verder)
- Bij een politie-inval op het hoofdkantoor van de FIFA in de Zwitserse stad Zürich worden zeven functionarissen van de wereldvoetbalbond gearresteerd op grond van corruptie. Dat gebeurde op verzoek van het Amerikaanse onderzoeksbureau FBI.
- Koerdische strijders veroveren Assyrische christelijke dorpen op terreurgroep IS.
- Bij een serie van zelfmoordaanslagen door terreurgroep IS in de Iraakse provincie Al-Anbar komen minstens zeventien Iraakse soldaten om het leven.
- Bij een bombardement van de internationale coalitie onder leiding van Saoedi-Arabië op de Jemenitische hoofdstad Sanaa komen minstens veertig mensen om het leven. Onder de slachtoffers zijn vooral burgers.

### 28 mei
- Bij een bombardement door de internationale coalitie onder aanvoering van Saoedi-Arabië op de Jemenitische hoofdstad Sanaa komen zeker 36 aan de Houthi-rebellen gelieerde Jemenitische politieagenten om het leven.
- Terreurgroep IS executeert twintig mensen in het oude Romeinse theater in de Syrische ruïnestad Palmyra.
- De Amerikaanse staat Nebraska schaft de doodstraf af.
- De historische monumenten in de Syrische stad Palmyra zullen niet worden vernietigd, maar de godsbeelden wel. Dat zegt een IS-commandant in Syrië.

### 29 mei
- De Britse marine redt vierhonderd bootvluchtelingen op de Middellandse Zee.
- Bij twee autobomaanslagen bij twee vijfsterrenhotels in de Iraakse hoofdstad Bagdad komen zeker tien mensen om het leven.
- De rebellencoalitie Jaish al Fatah, onder leiding van de jihadistische groep Al-Nusra Front, verovert de Syrische stad Arihah op het Syrische leger.
- Bij een autobomaanslag in de buurt van een sjiitische moskee in de Saoedische stad Dammam komen zeker vier mensen om het leven.
- De Zwitserse sportbestuurder Sepp Blatter is herkozen als voorzitter van de wereldvoetbalbond FIFA na het terugtrekken van de Jordaanse prins Ali uit de verkiezingsstrijd.

### 30 mei
- Bij een grootschalige reddingsactie door de Italiaanse, Ierse en Duitse kustwacht en marine op de Middellandse Zee worden ruim 5.600 bootvluchtelingen gered. Zeventien migranten verdrinken. De vluchtelingen komen veelal uit delen van Afrika en het Midden-Oosten en maken via Libië de oversteek naar Europa.
- De Amerikaanse president Barack Obama roept de noodtoestand uit in de staat Texas vanwege overstromingen.
- Bij twee buskapingen in Pakistan komen negentien mensen om het leven.
- Bij luchtbombardementen op de Syrische provincie Aleppo komen minstens 72 burgers om het leven.
- Terreurgroep Islamitische Staat brengt de gevangenis in de Syrische stad Palmyra (Tadmoer) tot ontploffing.
- Een zware aardbeving met een kracht van 7,8 op de schaal van Richter treft Japan.
- In de Venezolaanse hoofdstad Caracas gaan duizenden mensen de straat op om te protesteren tegen de gevangenschap van twee oppositieleiders.
- In Guatemala gaan duizenden mensen de straat op om het vertrek van president Otto Pérez te eisen.

### 31 mei
- De Spaanse wielrenner Alberto Contador wint de 98ste editie van de Giro d’Italia. De Italiaan Fabio Aru en de Spanjaard Mikel Landa worden respectievelijk tweede en derde.
- Een zelfmoordaanslag op een moskee in de Nigeriaanse stad Maiduguri eist aan minstens 26 mensen het leven. Bij een aanval met mortiergranaten op de stad eerder op de dag kwamen zeker dertien mensen om het leven.
- Bij een aanval door strijders van de terreurgroep Islamitische Staat op het hoofdkwartier van het Iraakse leger in Falluja komen minstens twintig soldaten om het leven.

## Overleden
<< · januari · februari · maart · april · mei · juni · juli · augustus · september · oktober · november · december · >>